# Moonassi
Moonassi, de son vrai nom Kim Daehyun, est né à Séoul en 1980. Il est un dessinateur illustrateur sud-coréen spécialisé dans le dessin traditionnel est-asiatique. 

## Biographie
Il débute ses dessins à l'encre noire à l'Université d'art de Séoul où il est diplômé en 2009. Lorsqu'il commence à étudier la peinture traditionnelle, la philosophie et l'histoire de l'art de l'Asie de l'Est, sa personnalité artistique n'est pas encore créée et il ne se voit pas encore artiste. C'est durant sa dernière année à l'université, que ce dernier imagine sa série « moonassi ». À l'époque, Kim Daehyum détient un travail alimentaire et donc certaines contraintes (les horaires, la fatigue...). Il se fixe notamment trois règles: dessiner des sentiments qu'il comprend, dessiner uniquement ce qu'il sait bien dessiner et enfin dessiner d'une manière simple avec des outils simples dans un temps imparti.  
Son pseudonyme lui vient d'un propriétaire d'un café, où il vendait un petit essai en 2006 et qui l'appelait ainsi. Moonassi est de la contraction de deux mots coréens‘無 Moo (qui signifie vide ou rien) et 나 Na (qui signifie ego). Par ce surnom, l'artiste veut se voir comme un ego vide qui pourrait contenir tout ce qui se trouverait dans l'esprit de n'importe qui. Dès 2007, il commence à exposer et co-exposer dans des musées à travers le monde.

## Son œuvre

### Caractéristiques
Son travail est une véritable introspection. En s'interrogeant sur la manière de faire coïncider l'art traditionnel d'Asie de l'Est avec la vie moderne dans laquelle il est, il décide alors de se concentrer sur lui-même et sur sa manière de vivre sa vie. Il voulait également parler d'émotions que n'importe qui pourrait vivre et donc comprendre. 
« Je pense que mes dessins sont une sorte d'extension de moi-même capable d'agir et de communiquer à travers le monde ».   
C'est ainsi que sa série « moonassi » est née, son projet de vie. 
Dans ses dessins, le même personnage revient. Parfois seul, ou accompagné de semblables, celui-ci représente Moonassi et son histoire. Effectivement, depuis son enfance, l'artiste a une vive conscience de la distinction entre sa réalité propre et celle des autres. Son image perçue par les autres le préoccupe tout particulièrement. À travers ses silhouettes épurées, il tente de calmer ses conflits intérieurs en se basant sur ses ressentis. Son œuvre graphique emprunte des touches mélancoliques et poétiques.

### Ses influences
S'inspirant beaucoup de sa vie et de ses souvenirs, il est aussi fortement influencé par la peinture traditionnelle asiatique qui est en noir et blanc et exclue toute couleur. Sa créativité est nourrie également par la philosophie orientale et occidentale avec par exemple des ouvrages de Bergson ou Emmanuel Levinas.
« Je dessine pour méditer sur moi et sur les autres, et pour être capable de voir toute l'histoire des séries (d'illustration) jusqu'à la fin. Le visage sans expression est en réalité emprunté aux vieilles peintures de bouddhistes qui m'ont toujours fasciné depuis l'Université . »

## Expositions[4]

### En solo
- 2010 : I want to be like I wasn't there à la Brain Factory à Séoul en Corée du Sud
- 2015 : You're sur real au musée D Daelim projec space, à Séoul en Corée du Sud
- 2015 : Draw a curtain, à la Lateral Artspace à Cluj-Nopaca en Roumanie
- 2016 : Embraceable You, à la galerie de Laszka à Oslo en Norvège
- 2017 : Ephemeral Silhouettes, au K+ Art Space, dans la ville de  Singapour à Singapour

### Collectives
- 2007 : Uncertainty Composition à la Grau galerie à Séoul en Corée du Sud
- 2009 : Conjunction- Artist of Media à la Jung MiSo galerie à Séoul en Corée du Sud
- 2009 : The Grand Date with Artists, à la King galerie à Séoul en Corée du Sud
- 2010 : New Vision 2010, à la Touch Art galerie à Pa-ju en Corée du Sud
- 2014 : Illustrators 56 part 1 and 2 au musée d'illustration d' Amérique à New York aux Etats-Unis
- 2014 : EYE9, Sai Sai au Palais de Séoul à Séoul en Corée du Sud
- 2015 : EYE9, En Attendant Godot, à The Gallery à Séoul en Corée du Sud
- 2015 : Primo au Palais Galerie à Neuchâtel en Suisse
- 2015 : Silent Movies au Cavendish Square à Londres en Angleterre
- 2015 : Dessiner l'invisible à la 24b Galerie à Paris en France
- 2016 : BUKRUK street art festival- double exhibition à la Speedy Grandma galerie à Bangkok en Thaïlande
- 2016 : Reality Check au musée d'art de Hongik à Séoul en Corée du Sud
- 2016 : Ritual, à la Royal galerie de Séoul en Corée du Sud
- 2016 : Jikji Goldenseed, au centre d'art de Cheongju à Cheongju en Corée du Sud
- 2016 : MUES, à la 24b galerie de Parie en France
- 2016 : Eye9 intro, à la Galerie Sai à Séoul en Corée du Sud
- 2017 : Go Figure, au Spoke Art à New York aux États-Unis
- 2017 : Being Mountains, Being Seas à la Lateral Artspace à Cluj-Nopaca en Roumanie
- 2017 : DUALITY au WYN317 à Miami aux États-Unis